# Nationalparker i Danmark
Nationalparker i Danmark måste inkludera landskap av nationellt intresse och det är detta som skiljer dem från naturparker. En kommitté rekommenderade år 2001 att det måste fastställas ”større nationale naturområder” för att främja naturen. Initiativet att skapa dessa kom år 2007 från miljöminister Connie Hedegaard då Nationalpark Thy utsågs till den första. Beteckningen är inte skyddad och det finns en 77 hektar stor park kallad Rebild National Park i Rebild Bakker i Rold Skov. Den parken skapades av en grupp dansk-amerikaner redan 1912.
De danska nationalparker som beskrivs här får statligt stöd och är etablerade enligt dansk lagstiftning.

## Galleri

Nationalpark Thy
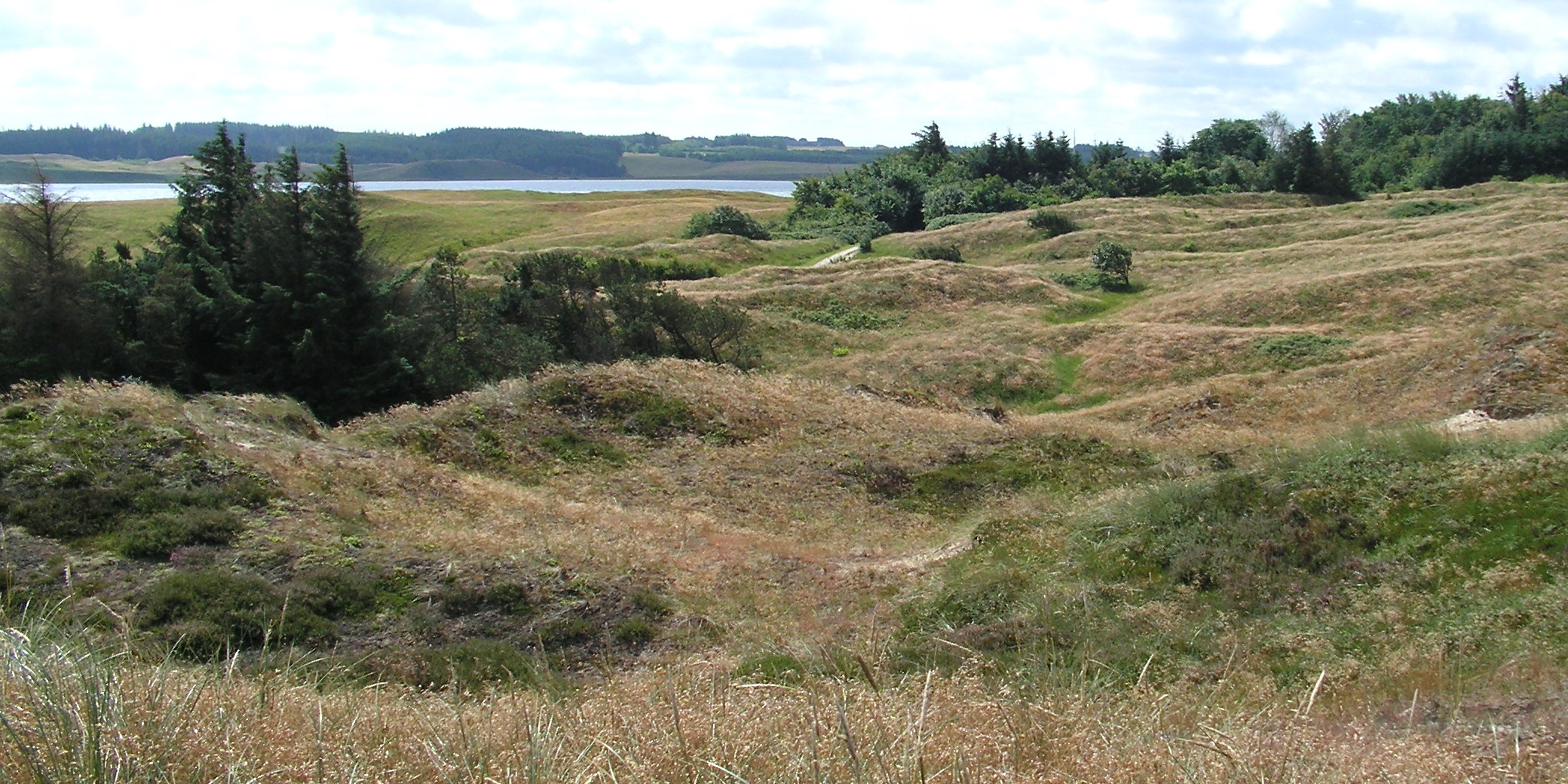
Östlige del av Nationalpark Thy.
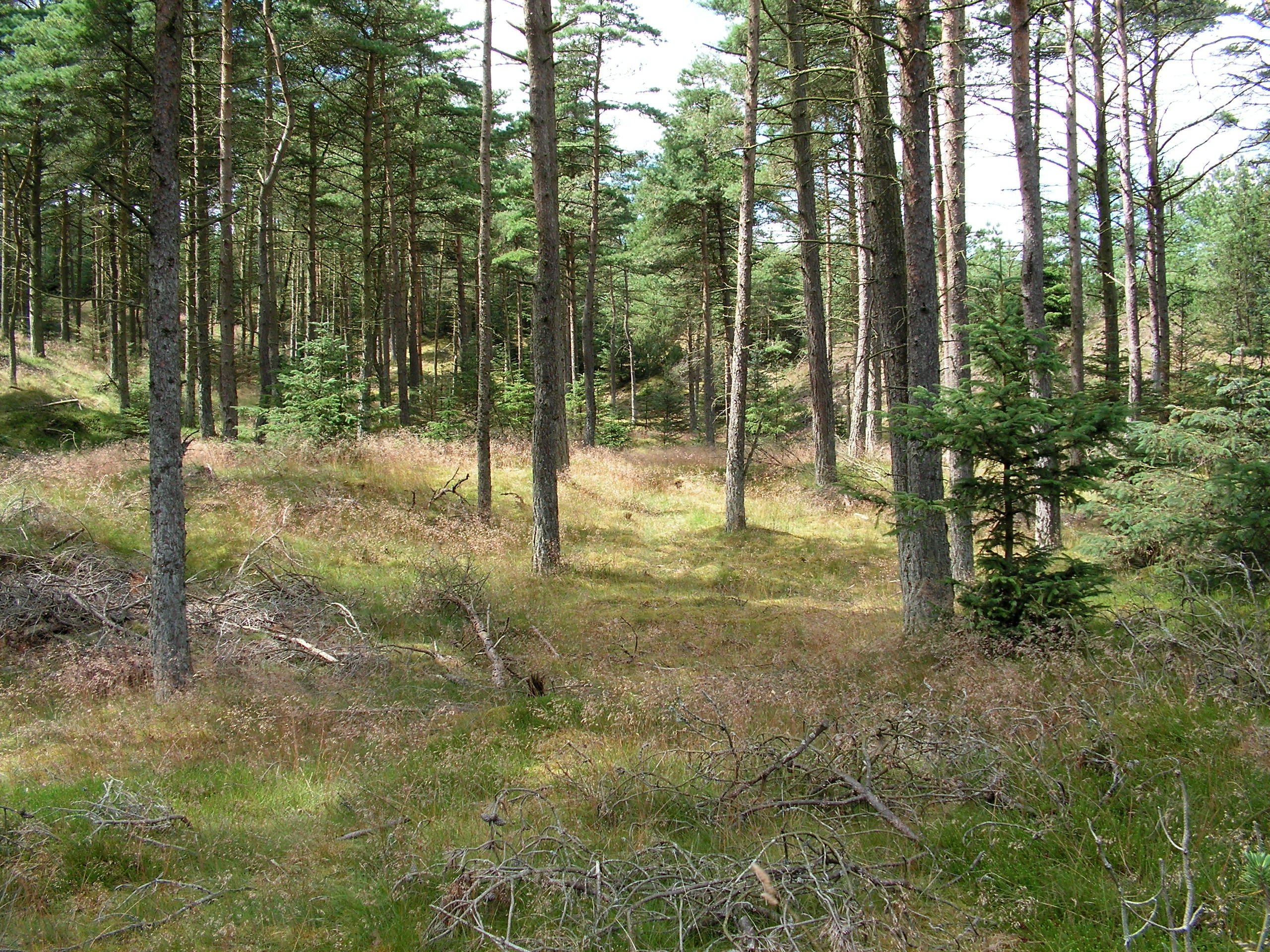
Tved klitplantage.

Nationalpark Mols Bjerge
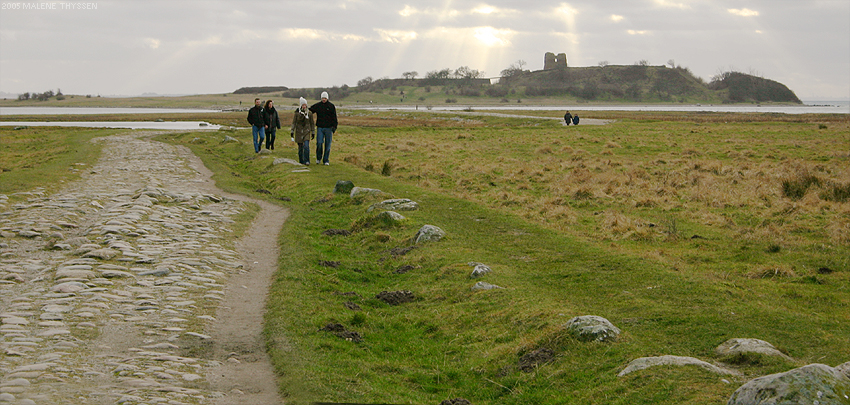
Kalø dämning vid Nationalpark Mols Bjerge.
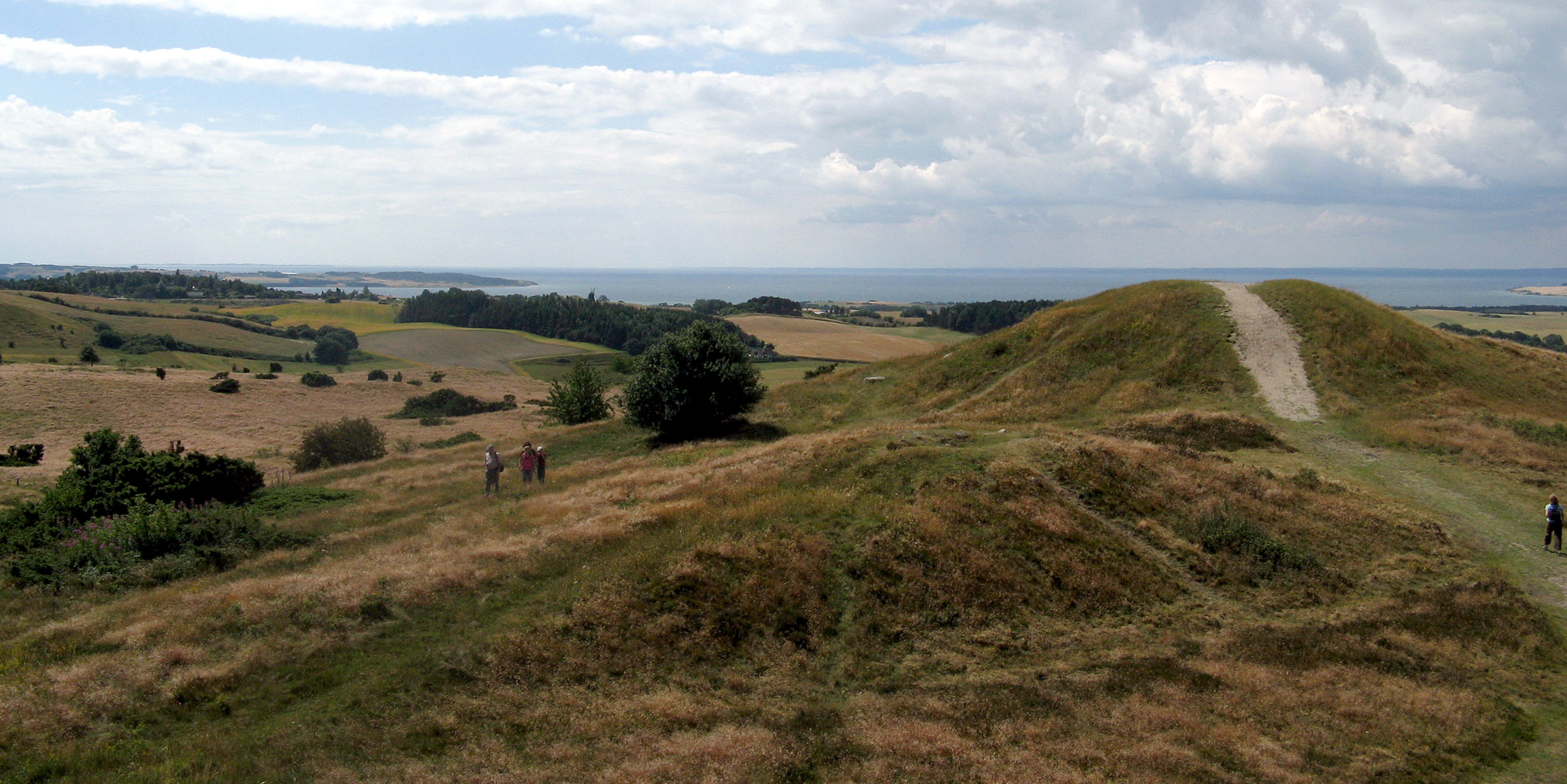
Trehøje.
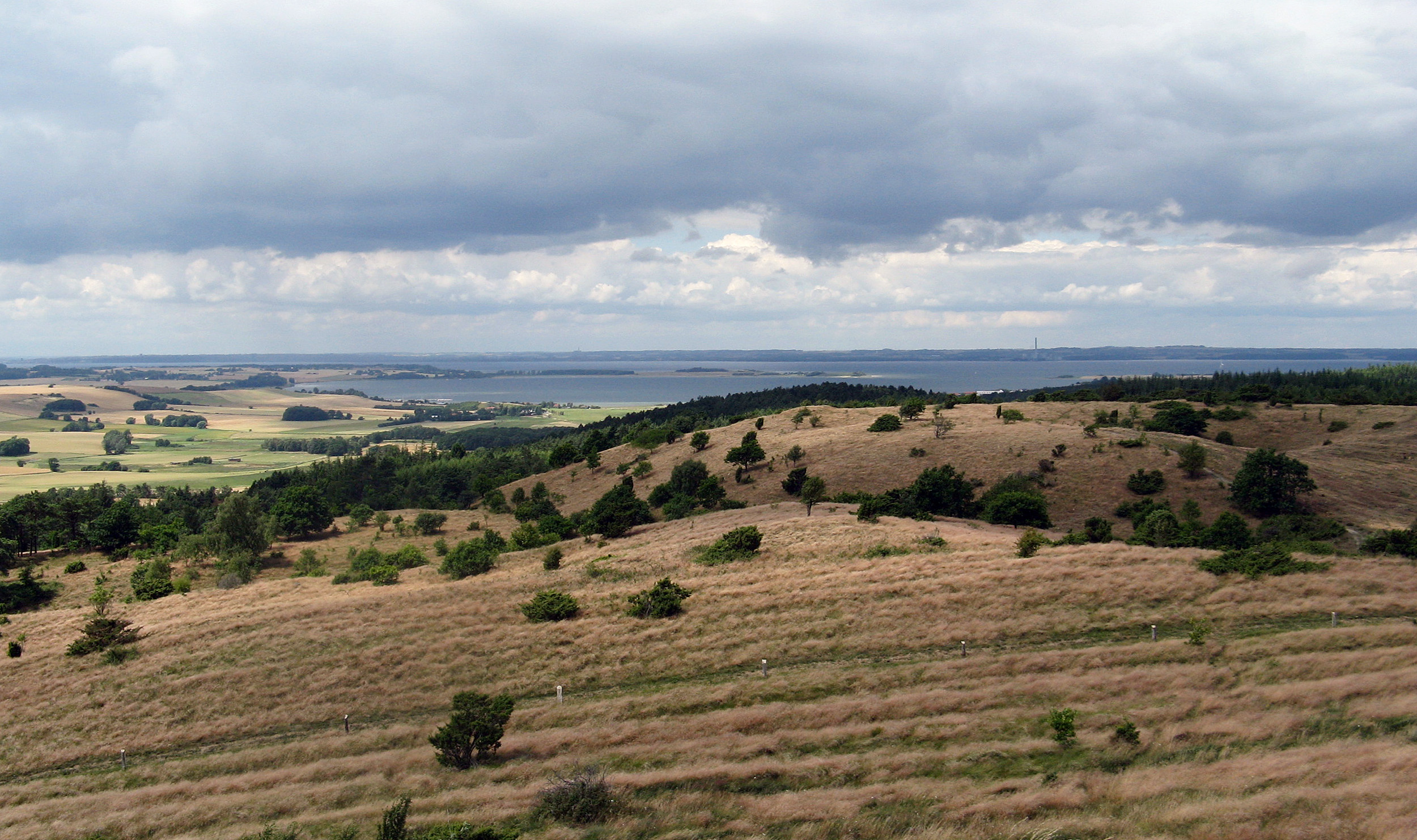
Kalø vig.